# Карей
Карей е град в Румъния. Намира се в окръг Сату Маре в близост до границата с Унгария. Населението на града е около 21 000 души. В близост до града има граничен контролно-пропускателен пункт между Румъния и Унгария.